# Utvändig skyttegång

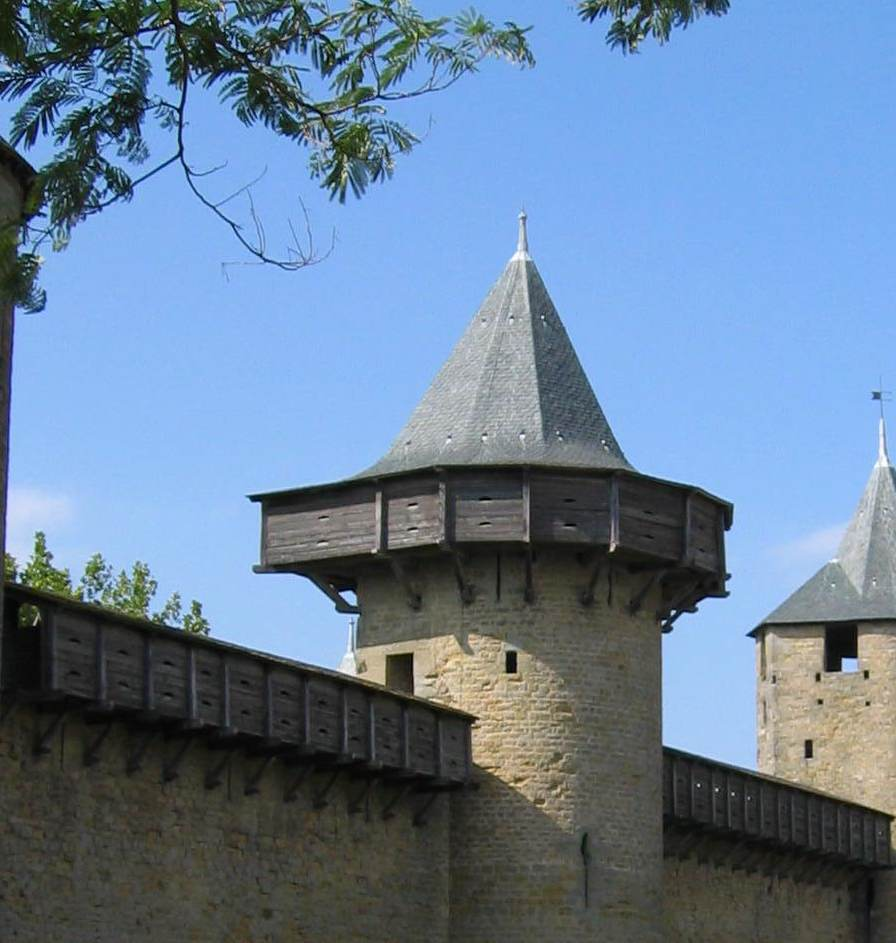
Rekonstruerad, utvändig skyttegång av trä runt Cité de Carcassonne, Frankrike

En utvändig skyttegång, skyttebalkong eller hourde, var en, ofta tillfällig, träskjulliknande konstruktion på utsidan av murarna till ett slott eller annan fästning som gjorde det möjligt för försvararna att förbättra sitt skottfält längs med försvarsmuren och framför allt direkt ned mot dess bas, under en belägring.

## Byggnader som använt utvändiga skyttegångar

### I Sverige

#### Glimmingehus
Tredje våningen på Glimmingehus kallas för skytteloftet och hela våningen utgörs av ett stort rum. I ytterväggarna finns kvadratiska hål genom vilka man kunnat sticka ut bjälkar för att på murens utsida kunna uppföra utvändiga skyttegångar runt borgen.

#### Sankt Pers kyrkoruin
Det är omdiskuterat om huruvida Sankt Pers kyrka utöver sin sakrala funktion även användes för försvarsändamål, vilket Redelius menar vore i linje den maktdemonstration som naturligt förelåg vid ett medeltida kyrkobygge. Det kvadratiska tornets murar är försett med fem högt sittande och genomgående hål per sida, i vilka man har funnit lämningar av trä. Hålens storlek antyder att bjälkar som stuckit ut genom dessa borde ha varit 20 centimeter i genomskärning, vilket enligt Redelius vore överdimensionerat för att hålen endast ska ha använts för att bära byggnadsställningar. Istället menar han att hålens grovhet och deras symmetriska, nästan beräknade, placering antyder en mer rejäl träkonstruktion som mer eller mindre permanent, med vertikala stolpar vid bjälkarnas infästning och med sekundära stöd i bryggans ytterkant, kan ha burit både kyrkklockorna och torntaket. Det resulterande galleriet kan även ha använts för spaning, bevakning och visuell kommunikation men också för försvar som en skyttegång:
En väktargång i S:t Per med en sammanbyggd klockbärande tornavslutning kan aldrig bli så mycket mer än en spekulation. Hela anordningen är ändå ett uttryck för medeltidsmänniskans benägenhet att förena höga syften med vardagens och den krassa verklighetens behov. Just därför bär den sannolikhetens prägel. Gunnar Redelius, 1970.

#### Visby ringmur
I ringmurens nordvästra hörntorn Kames, från 1400-talet, finns det i murverket en rad av hål efter bjälkar som burit en täckt, utvändig skyttegång av trä.

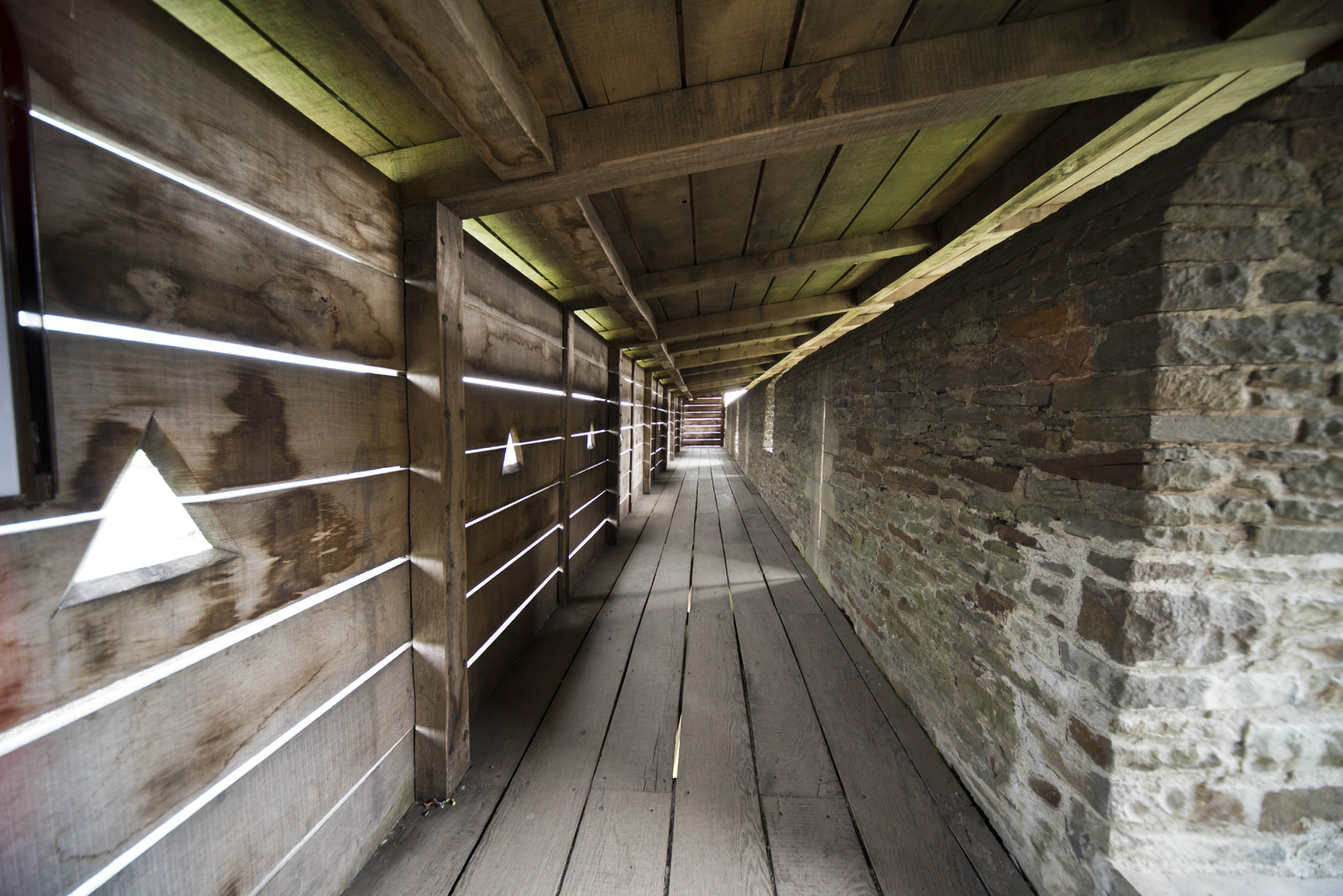
Insidan av en rekonstruerad skyttebalkong runt Caerphilly Castle, Wales.